# Lijst van kastelen in Vlaams-Brabant
Dit is een lijst van kastelen in de Belgische provincie Vlaams-Brabant. In de lijst zijn alleen die kastelen en voormalige kastelen opgenomen die verdedigbaar waren of zo bedoeld zijn, en voor bewoning bestemd waren. Een deel van de kastelen in de lijst is op dit moment een landhuis dat gebouwd is op de fundamenten van een (verdwenen) kasteel.
| Kasteel                                | Plaats                                            | Gemeente              | Bouwperiode         | Type                  | Huidige staat                    | Toegankelijk | Afbeelding          |
| -------------------------------------- | ------------------------------------------------- | --------------------- | ------------------- | --------------------- | -------------------------------- | --- | ------------------- |
| Kasteel van Arenberg                   | Heverlee                                          | Leuven                | 15e eeuw            |                       |                                  | deels (enkel het kasteeldomein)                                                                                          |                     |
| Landhuis Arendschot                    | Zichem                                            | Scherpenheuvel-Zichem |                     |                       |                                  | |                     |
| Kasteel Beaulieu                       | Machelen 50° 54′ 13″ NB, 4° 25′ 39″ OL            | Machelen              | 17e eeuw            |                       |                                  | |                     |
| Kasteel van Beersel                    | Beersel                                           | Beersel               | 12e eeuw            |                       | middeleeuws kasteel              | ja |                     |
| Kasteel van Bets                       | Geetbets                                          | Geetbets              | 17e eeuw            |                       | 20e-eeuwse verbouwing            | |                     |
| Kasteel van Bever                      | Strombeek-Bever                                   | Grimbergen            | 1846                | Neoclassicisme        |                                  | |                     |
| Kasteel van Bouchout                   | Meise                                             | Meise                 | 12e eeuw            |                       |                                  | |                     |
| Kasteel van Buizingen                  | Buizingen 50° 44′ 27″ NB, 4° 14′ 57″ OL           | Halle                 |                     |                       |                                  | |                     |
| Castelhof                              | Sint-Martens-Bodegem 50° 52′ 5″ NB, 4° 12′ 32″ OL | Dilbeek               |                     |                       |                                  | |                     |
| Kasteel van Cleerbeek                  | Sint-Joris-Winge 50° 55′ 15″ NB, 4° 50′ 51″ OL    | Tielt-Winge           |                     |                       |                                  | |                     |
| Coloma                                 | Sint-Pieters-Leeuw                                | Sint-Pieters-Leeuw    | 16e eeuw / 18e eeuw |                       |                                  | |                     |
| Kasteel Diependael                     | Elewijt 50° 58′ 8″ NB, 4° 29′ 52″ OL              | Zemst                 | 17e eeuw            |                       |                                  | |                     |
| Kasteel Diepensteyn                    | Steenhuffel 51° 0′ 1″ NB, 4° 16′ 17″ OL           | Steenhuffel           | 17e eeuw            |                       |                                  | |                     |
| Kasteel de Dieudonné                   | Korbeek-Lo                                        | Bierbeek              | 20e eeuw            |                       |                                  | |                     |
| Kasteel van Dormaal                    | Dormaal                                           | Zoutleeuw             | 1765                |                       |                                  | |                     |
| Kasteel de Eiken                       | Humbeek                                           | Grimbergen            | 18e eeuw            |                       |                                  | |                     |
| Kasteel d'Exaerde                      | Humelgem 50° 54′ 8″ NB, 4° 30′ 57″ OL             | Steenokkerzeel        |                     |                       |                                  | |                     |
| Kasteel van Gaasbeek                   | Gaasbeek                                          | Lennik                | 14e eeuw            |                       |                                  | ja |                     |
| Kasteel van Gravenhof                  | Dworp 50° 44′ 0″ NB, 4° 17′ 39″ OL                | Beersel               | 17e eeuw            |                       |                                  | |                     |
| Kasteel Groenhoven                     | Malderen 51° 1′ 11″ NB, 4° 15′ 17″ OL             | Londerzeel            | heropbouw 1770      |                       |                                  | |                     |
| Kasteel Groenveld                      | Grimbergen                                        | Grimbergen            | 18e eeuw            |                       | 1917 verbouwing                  | |                     |
| Kasteel van Groot-Bijgaarden           | Groot-Bijgaarden                                  | Dilbeek               | 12e eeuw            |                       |                                  | |                     |
| Kasteel ter Ham                        | Steenokkerzeel 50° 54′ 50″ NB, 4° 30′ 50″ OL      | Steenokkerzeel        |                     |                       |                                  | |                     |
| Kasteel van Heetvelde                  | Oetingen 50° 47′ 1″ NB, 4° 3′ 13″ OL              | Gooik                 |                     |                       |                                  | |                     |
| Hoogpoort                              | Asse 50° 53′ 35″ NB, 4° 11′ 49″ OL                | Asse                  |                     |                       |                                  | |                     |
| Kasteel Hooleyck                       | Rumsdorp                                          | Landen                | 1884                |                       |                                  | |                     |
| Kasteel van Horst                      | Sint-Pieters-Rode                                 | Holsbeek              | 13e eeuw            |                       |                                  | kasteel is gesloten voor renovatie                                                                                       |                     |
| Kasteel Huldenberg                     | Huldenberg 50° 47′ 21″ NB, 4° 34′ 44″ OL          | Huldenberg            | 19e eeuw            |                       |                                  | |                     |
| Kasteel van Huizingen                  | Huizingen 50° 44′ 36″ NB, 4° 16′ 52″ OL           | Beersel               |                     |                       |                                  | |                     |
| 's Gravenkasteel                       | Humbeek                                           | Grimbergen            | 17e eeuw            |                       |                                  | |                     |
| Kasteel van Imde                       | Imde                                              | Meise                 | 19e eeuw            |                       |                                  | |                     |
| Kasteel Isque                          | Overijse                                          | Overijse              | 15e eeuw            |                       |                                  | |                     |
| Kasteeltje in Dormaal                  | Dormaal                                           | Zoutleeuw             | 18e eeuw            |                       |                                  | |                     |
| Kruikenburg                            | Ternat                                            | Ternat                | 18e eeuw            |                       |                                  | |                     |
| Kasteel van Kwabeek                    | Vertrijk                                          | Boutersem             | 17e eeuw            | 18e-eeuwse verbouwing |                                  | Het domein is toegankelijk en is sinds 1980 eigendom van de gemeente Boutersem. Het kasteel doet dienst als gemeentehuis | Kasteel van Kwabeek |
| Lintkasteel                            | Grimbergen                                        | Grimbergen            | 17e eeuw            |                       |                                  | |                     |
| Kasteel van Leefdaal                   | Leefdaal                                          | Bertem                | 15e eeuw?           |                       |                                  | |                     |
| Kasteel van Loonbeek                   | Loonbeek 50° 48′ 20″ NB, 4° 36′ 32″ OL            | Huldenberg            | 17e eeuw            |                       |                                  | |                     |
| Kasteel de Marnix                      | Overijse 50° 47′ 35″ NB, 4° 31′ 13″ OL            | Overijse              |                     |                       |                                  | |                     |
| Kasteel de Man                         | Hoeilaart 50° 45′ 57″ NB, 4° 28′ 23″ OL           | Hoeilaart             |                     |                       |                                  | |                     |
| Margapaviljoen                         | Diegem 50° 53′ 41″ NB, 4° 26′ 13″ OL              | Machelen              |                     |                       |                                  | |                     |
| Kasteel De Maurissens                  | Pellenberg 50° 51′ 46″ NB, 4° 47′ 52″ OL          | Lubbeek               |                     |                       |                                  | |                     |
| Kasteel de Mérode                      | Everberg                                          | Kortenberg            | 16e eeuw            |                       |                                  | |                     |
| Kasteel La Motte                       | Sint-Ulriks-Kapelle                               | Dilbeek               | 18e eeuw            |                       |                                  | |                     |
| Kasteel van Neerijse                   | Neerijse 50° 49′ 4″ NB, 4° 38′ 3″ OL              | Huldenberg            | 18e eeuw            |                       |                                  | Nee |                     |
| Kasteel Nieuwermolen                   | Sint-Ulriks-Kapelle 50° 53′ 13″ NB, 4° 11′ 57″ OL | Dilbeek               |                     |                       |                                  | |                     |
| Kasteel Nieuwland                      | Aarschot 50° 58′ 41″ NB, 4° 47′ 38″ OL            | Aarschot              |                     |                       |                                  | |                     |
| Kasteel van Oorbeek                    | Oorbeek 50° 48′ 11″ NB, 4° 54′ 19″ OL             | Tienen                |                     |                       |                                  | Nee |                     |
| Oranjekasteel                          | Zichem                                            | Scherpenheuvel-Zichem | 17e eeuw            |                       |                                  | |                     |
| Kasteel d'Overschie                    | Grimbergen                                        | Grimbergen            | 20e eeuw            |                       |                                  | |                     |
| Kasteel Pellenberg                     | Machelen 50° 54′ 54″ NB, 4° 26′ 6″ OL             | Machelen              |                     |                       |                                  | |                     |
| Prinsenkasteel                         | Grimbergen                                        | Grimbergen            | 14e eeuw            |                       |                                  | |                     |
| Kasteel Quirini                        | Hoeilaart 50° 46′ 14″ NB, 4° 28′ 51″ OL           | Hoeilaart             |                     |                       |                                  | |                     |
| Kasteel van Rampelberg                 | Asse 50° 54′ 30″ NB, 4° 11′ 35″ OL                | Asse                  |                     |                       |                                  | |                     |
| Kasteel Rattendaal                     | Sint-Pieters-Leeuw                                | Sint-Pieters-Leeuw    |                     |                       |                                  | |                     |
| Kasteel Remaks                         | Molenstede                                        | Diest                 |                     |                       |                                  | |                     |
| Kasteel van Ribeaucourt                | Perk 50° 55′ 49″ NB, 4° 30′ 16″ OL                | Perk                  | 17e eeuw            |                       | 19e-eeuwse verbouwing            | |                     |
| Kasteel en park Ter Rijst              | Heikruis                                          | Pepingen              | 19e eeuw            |                       |                                  | |                     |
| Kasteel van Rivieren                   | Aarschot 50° 58′ 43″ NB, 4° 47′ 2″ OL             | Aarschot              |                     |                       |                                  | |                     |
| Het rood kasteel                       | Linden 50° 53′ 27″ NB, 4° 45′ 50″ OL              | Lubbeek               |                     |                       |                                  | |                     |
| Kasteel van Schoonhoven                | Aarschot 50° 58′ 57″ NB, 4° 51′ 8″ OL             | Aarschot              | 18e eeuw            |                       |                                  | |                     |
| Kasteel de Schrynmakers                | Dormaal                                           | Zoutleeuw             | 19e eeuw            |                       |                                  | |                     |
| Nieuw kasteel van Sint-Agatha-Rode     | Sint-Agatha-Rode 50° 47′ 5″ NB, 4° 37′ 55″ OL     | Huldenberg            |                     |                       |                                  | |                     |
| Hof te Sittaert                        | Bekkerszeel 50° 53′ 3″ NB, 4° 14′ 21″ OL          | Asse                  |                     |                       |                                  | |                     |
| Het Steen                              | Elewijt                                           | Zemst                 | 17e eeuw            |                       |                                  | |                     |
| Kasteel van Steenhault                 | Vollezele 50° 46′ 33″ NB, 4° 2′ 12″ OL            | Galmaarden            |                     |                       |                                  | |                     |
| Kasteel Ter Meeren                     | Sterrebeek 50° 51′ 19″ NB, 4° 30′ 32″ OL          | Zaventem              | 17e eeuw            |                       |                                  | |                     |
| Kasteel van Troostenberg               | Houwaart 50° 55′ 15″ NB, 4° 50′ 50″ OL            | Tielt-Winge           |                     |                       |                                  | |                     |
| Kasteel de Viron (Kasteel van Dilbeek) | Dilbeek                                           | Dilbeek               | tussen 1862 en 1871 | Landhuis              | Gemeentehuis                     | |                     |
| Kasteel Waalborre                      | Asse 50° 54′ 20″ NB, 4° 12′ 18″ OL                | Asse                  |                     |                       |                                  | |                     |
| Kasteel Waarbeek                       | Asse                                              | Asse                  |                     |                       | afgebroken, enkel neerhoeve over | |                     |
| Kasteel van Waasmont                   | Waasmont                                          | Landen                | 1783                |                       |                                  | |                     |
| Kasteel van Walfergem                  | Asse 50° 54′ 32″ NB, 4° 13′ 32″ OL                | Asse                  |                     |                       |                                  | |                     |
| Kasteel van Wemmel                     | Wemmel 50° 54′ 26″ NB, 4° 18′ 12″ OL              | Wemmel                |                     |                       |                                  | |                     |
| Het wit kasteel                        | Linden 50° 53′ 40″ NB, 4° 45′ 49″ OL              | Lubbeek               |                     |                       |                                  | |                     |
| Kasteel Wittouck                       | Sint-Pieters-Leeuw 50° 47′ 57″ NB, 4° 16′ 59″ OL  | Sint-Pieters-Leeuw    |                     |                       |                                  | |                     |
| Kasteel Het Zand                       | Molenstede                                        | Diest                 | 1868                |                       |                                  | |                     |